# Umar Mavlaev
Umar Mansur Mavlaev (ur. 15 stycznia 2002) – szwajcarski zapaśnik startujący w stylu wolnym. 
Zajął siedemnaste miejsce na mistrzostwach Europy w 2024. Trzeci na ME U-23 w 2025 roku.